# 阿姆施泰滕县

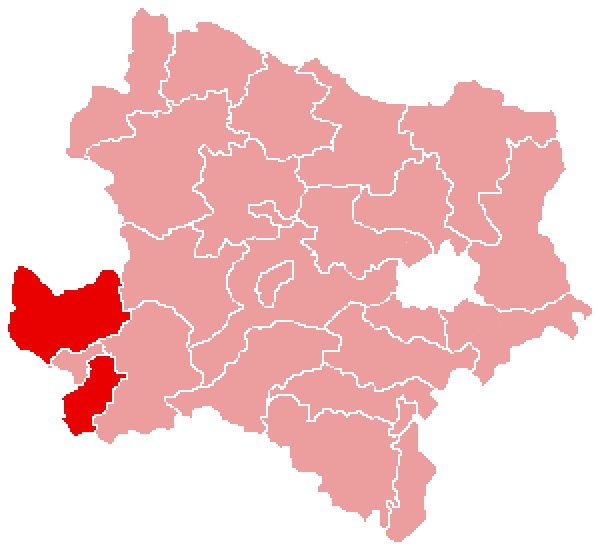
阿姆施泰滕县在下奥地利州的位置

阿姆施泰滕县（德語：Bezirk Amstetten）是奥地利下奥地利州所辖的一个县。总面积1188.0平方公里，总人口112498，人口密度95人/平方公里（2012年）。行政中心位于阿姆施泰滕。

## 行政区域
阿姆施泰滕县辖有33个市镇。